# Rosine Elisabeth Menthe

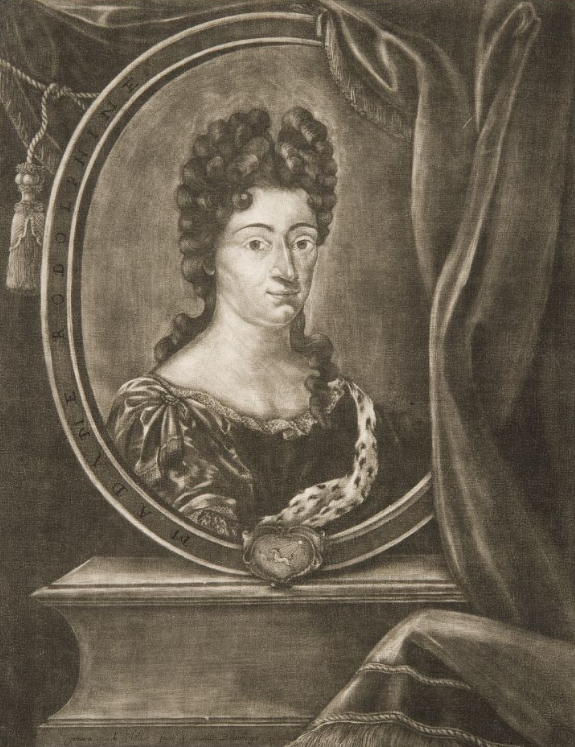
Rosine Elisabeth Menthe, 1686

Rudolf August von Braunschweig-Wolfenbüttel

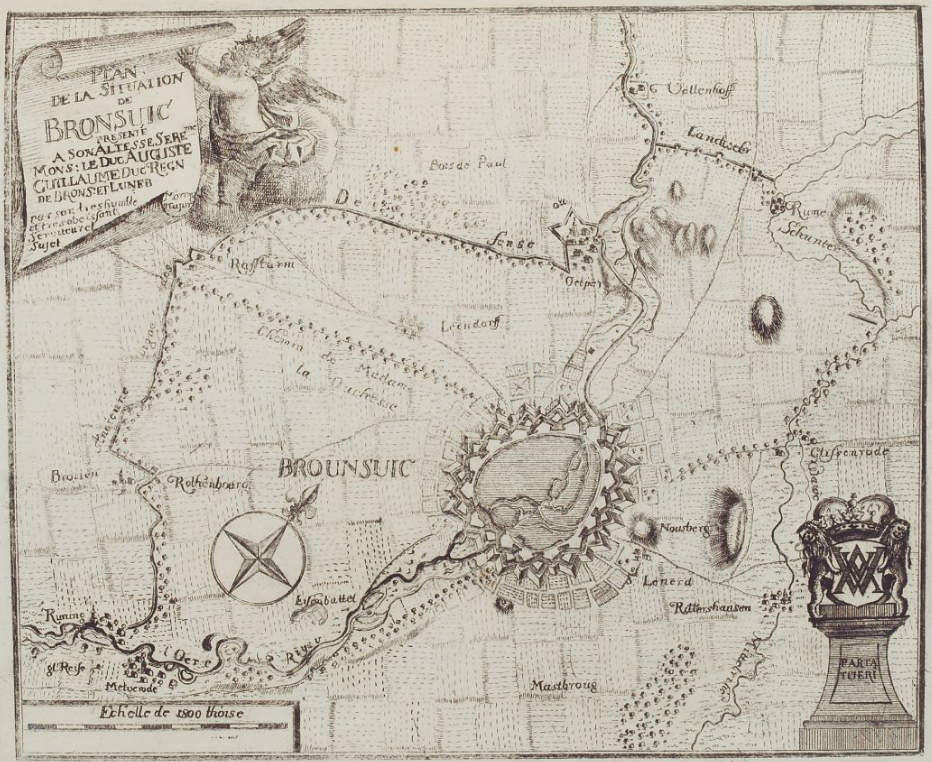
Historische Karte (1. Hälfte 18. Jh.) mit französischer Bezeichnung: »Chemin de Madame la Duchesse«.

Rosine Elisabeth Menthe, auch: Rosine Elisabeth Mente, Rosina Elisabeth Menthin oder Menten (* 17. Mai 1663 in Braunschweig; † 20. Mai 1701 ebenda), auch Madame Rudolfine genannt, war in morganatischer Ehe mit Herzog Rudolf August (1627–1704), Herzog zu Braunschweig-Lüneburg und Fürst von Braunschweig-Wolfenbüttel verheiratet.

## Leben
Rosine Elisabeth wurde als Tochter des Barbiers und Wundarztes Franz Joachim Menthe in Minden geboren. Sie zog schon als junges Mädchen nach Braunschweig zu ihrer Schwester Anna Dorothea, die mit Johann Peter Lautensack verheiratet war. Dieser war fürstlicher Kammerdiener des Herzogs Rudolf August. Menthe trat um das Jahr 1680 eine Stellung als Kammerzofe der Herzogin Christiane Elisabeth (1634–1681) an. Die Herzogin starb am 2. Mai des Jahres 1681. Bereits am 7. Juni oder 7. Juli 1681, wurde die gerade achtzehnjährige Rosine Elisabeth mit Herzog Rudolf August vermählt. Bei der Trauung in Hedwigsburg bei Wolfenbüttel waren des Herzogs jüngerer Bruder Anton Ulrich und Kanzler Philipp Ludwig Probst von Wendhausen anwesend. Als man dem Herzog riet, sich Rosine Elisabeth an die „linke Hand“ antrauen zu lassen, soll er erwidert haben: „Eine rechte Liebe wolle auch eine rechte Hand haben, und solle sie seine rechte Gemahlin seyn“.
Ein Adelsprädikat erhielt sie im Verlauf ihrer zwanzigjährigen Ehe nicht, sondern wurde schlicht „Madame Rudolfine“ genannt, so auch in einem Brief der Kurfürstin Sophie von Hannover an Gottfried Wilhelm Leibniz vom 18. August 1700. Auch die Kinder dieser Ehe sollten, gemäß einem Vertrag zwischen Herzog Rudolf August und seinem mitregierenden Bruder Anton Ulrich, nicht in den Adelsstand erhoben werden, sondern lediglich „einen dem Adelstand gemäßen Unterhalt“ erhalten. Die Ehe blieb jedoch kinderlos.
Für Rosine Elisabeth ließ der Herzog im Jahr 1695 die Wasserburg in Vechelde bei Braunschweig durch den Baumeister Hermann Korb zum fürstlichen Landschloss Vechelde umbauen. Den nach „Madame Rudolfine“ benannten Madamenweg, der noch heute vom Braunschweiger Innenstadtbereich zum Raffturm führt, benutzten sie und der Herzog, um vom Braunschweiger Schloss, dem Grauen Hof, zum Landschloss in Vechelde zu gelangen.
Rosine Elisabeth Menthe starb 1701 im Grauen Hof in Braunschweig und wurde im Braunschweiger Dom beigesetzt.